# Willi Frommelt
Willi Frommelt (n. 18 noiembrie 1952, Schaan, Liechtenstein) este un schior alpin ce a reprezentat Liechtenstein, medaliat olimpic. A participat la 2 ediții ale Jocurilor Olimpice (1972, 1976) în care a câștigat o medalie de bronz.